# Smemoranda
Smemoranda (spesso abbreviata in Smemo) è un'agenda-libro.

## Storia
Dal 1978 (anno di pubblicazione della "numero 1") l'agenda, in maniera innovativa, pubblica nelle sue pagine articoli, opinioni, saggi, notizie, poesie, canzoni, quiz, disegni e vignette, come un vero e proprio tabloid annuale. La scelta editoriale, spesso in controtendenza rispetto ai punti di vista conservatori della società, ha assicurato un largo successo soprattutto nelle giovani generazioni. Smemoranda viene ideata e pubblicata in una duplice versione editoriale: a 16 mesi (l'edizione scolastica) e a 12 mesi (l'edizione tradizionale). Viene considerata, a ragione, una pubblicazione di sinistra in quanto ideata come autofinanziamento di Democrazia Proletaria e del Quotidiano dei Lavoratori, edizione settimanale (Stefano Semenzato, direttore responsabile e Francesco Tozzuolo direttore editoriale). 
Da Federico Fellini a Gualtiero Marchesi, da Roberto Benigni a Giampaolo Pansa, da Jovanotti a Luciano Ligabue sono stati oltre 300 i collaboratori di Smemoranda dal suo inizio, annoverando le maggiori firme non solo tra i comici e i disegnatori satirici italiani (tra i quali: Albert, Allegra, Aloi e Cesar, Altan, Angelini, Angese, Banda Osiris, Bertolotti e De Pirro, Boudjellal, Braha, Calligaro, Carboni, Carra, Caviglia, Ceccon, Cemak, Chito, Cohen, Contemori, Crippa, Corradi, Creanza, D'Alfonso, Dalmaviva, Dalponte, Deco, De Donno, Disegni, Diso, Donarelli, Dr. Pira, Elfo, Falsari Riuniti, Ferrari, Frago Comics, Mazza, Franca & Toti, Fusi, Galep, Ganelly, Gentile, Giacon, Giannelli, Giuliano, Greggio, ivan, La Rosa, Laville, Leone, Lubrano, Lunari, Maicol & Mirco, Maldini, Mannelli, Maramotti, Marcenaro, Marilungo, Matticchio, Migneco e Amlo, Minoggio, Natali, Natangelo, Nidasio, Nota, Passepartout, Perini, Persichetti Bros, Ponchione, Praga, Presenti, Rebori, Salciccia, Scapigliati, Simon, Solinas, Squillante, Staino, Villa, Ziche), ma anche tra personalità di ogni campo: sportivi, medici, attori, scienziati, professori, registi, poeti.
Tra gli scrittori, artisti e giornalisti che hanno scritto sulle varie edizioni dell'agenda: Gino e Michele, Alessandro Bergonzoni, Michele Serra, Roberto Benigni, Luciano Ligabue, Piero Pelù, Antonio Albanese, Checco Zalone, Paolo Rossi, Alessandro Robecchi, Lia Celi, Lella Costa, Michela Murgia, Lorenzo Cherubini, Raul Montanari, Licia Troisi, Marco Malvaldi, Aldo Nove, Chiara Gamberale, Claudio Bisio, Giuliano Aluffi, Gioele Dix, Paola Mastrocola, Enrico Brizzi, Aldo Giovanni e Giacomo, Rossana Campo, Cristiano Cavina.
L'azienda produttrice dell'iconica agenda è fallita il 20 gennaio 2024 a seguito di un'asta, che avrebbe dovuto decretarne il futuro ma che è andata deserta.
Successivamente è stata rilevata dalla Santoro Ltd, editrice dei prodotti a marchio Santoro's Gorjuss.

## I temi annuali
Ogni anno la Smemoranda ha un tema, ossia i comici, cantanti e tutti i personaggi che scrivono e disegnano le loro idee e i loro pensieri sull'agenda si riferiscono al tema in questione.
Di seguito sono catalogati i temi di ogni edizione Smemoranda.
- Smemoranda 2025/2026: Feel Free
- Smemoranda 2024/2025: Bros & Sistas
- Smemoranda 2023/2024: Domani
- Smemoranda 2022/2023: Fuori!
- Smemoranda 2021/2022: Touch!
- Smemoranda 2020/2021: Storie e Stories
- Smemoranda 2019/2020: Mai senza
- Smemoranda 2018/2019: Ciao
- Smemoranda 2017/2018: Live
- Smemoranda 2016/2017: Tema libero
- Smemoranda 2015/2016: Mi piace
- Smemoranda 2014/2015: Live, Laugh, Love
- Smemoranda 2013/2014: By Night
- Smemoranda 2012/2013: Friends
- Smemoranda 2011/2012: Dream, Dream, Dream
- Smemoranda 2010/2011: Beautiful Days
- Smemoranda 2009/2010: Che storia!
- Smemoranda 2008/2009: MSG 4 U
- Smemoranda 2007/2008: On/Off
- Smemoranda 2006/2007: Free to Be Free
- Smemoranda 2005/2006: Immagina che...
- Smemoranda 2004/2005: M'ama non m'ama
- Smemoranda 2003/2004: Che mondo...
- Smemoranda 2002/2003: Odi et amo
- Smemoranda 2001/2002: Giriamo pagina! Tanta voglia di…
- Smemoranda 2000/2001: La seconda volta
- Smemoranda 1999/2000: Duemela: quello sporco ultimo mito
- Smemoranda 1998/1999: Va' a quel paese
- Smemoranda 1997/1998: Cattivi pensieri
- Smemoranda 1996/1997: Diamo i numeri
- Smemoranda 1995/1996: Il mediterraneo
- Smemoranda 1994/1995: Con il cuore e con la mente
- Smemoranda 1993/1994: Amici e nemici
- Smemoranda 1992/1993: La notte
- Smemoranda 1991/1992: Il sogno e l'utopia
- Smemoranda 1990/1991: Le americhe
- Smemoranda 1989/1990: Il duemila
- Smemoranda 1988/1989: Il gioco
- Smemoranda 1987/1988: Il numero 10
- Smemoranda 1986/1987: L'avventura
- Smemoranda 1985/1986: L'amore
- Smemoranda 1984/1985: Il giallo
- Smemoranda 1983/1984: Made in Italy
- Smemoranda 1982/1983: Garibaldi
- Smemoranda 1981/1982: Di qui all'eternità
- Smemoranda 1980/1981: Meraviglioso
- Smemoranda 1979/1980: Insieme è meglio
- Smemoranda 1978/1979: La numero 1